# Râul Horea
Râul Horea este un curs de apă, afluent al râului Aporliget din Ungaria, din bazinul râului Crasna